# Limonium japygicum
Limonium japygicum är en triftväxtart som först beskrevs av Henry Groves, och fick sitt nu gällande namn av Sandro Alessandro Pignatti. Limonium japygicum ingår i släktet rispar, och familjen triftväxter. Inga underarter finns listade i Catalogue of Life.